# Джо Свейл
Джо́ Све́йл (англ. Joe Swail, нар. 29 серпня 1969, Белфаст) — професіональний снукерист з Північної Ірландії. Дворазовий півфіналіст чемпіонату світу, переможець міні-рейтингового турніру Strachan Challenge, фіналіст відкритого чемпіонату Уельсу 2009 і півфіналіст 7 інших рейтингових змагань. Також Свейл є чемпіоном Північної Ірландії 2005 року.

## Кар'єра
Джо Свейл став професіоналом у 1991 рік, і тоді ж виграв свій перший і поки що єдиний рейтинговий (точніше — міні-рейтинговий) турнір (Strachan Challenge).
Свейлу знадобилося всього три сезони, щоб увійти до Топ-16 - один з найшвидших показників. Але в сезоні 1997/1998 він виграв всього в двох матчах, і через це вибув за межі 16 найсильніших.
У 2000 та 2001 роках Джо виходив у півфінали чемпіонатів світу. Завдяки першому з цих півфіналів, він знову зумів повернутися до Топ-16 (і став лише другим гравцем після  Рекса Вільямса, якому вдавалося повернутися туди знову); завдяки другому він зайняв вищий для себе рейтинг (10-й ). Але в наступні кілька сезонів поспіль Свейл навпаки, постійно погіршував своє становище в рейтингу. Деякий час він перебував навіть за межами Топ-32, щоправда, після  сезону 2005/06 він повернувся в список 32 найкращих.
На першості світу 2007 року північноірландець в першому колі переміг  Марка Вільямса з рахунком 10:9, програючи по ходу матчу 0:4. Це та інші хороші результати дозволили йому стати 17-м у світовому рейтингу.
В сезоні 2007/08 північноірландець знову мав реальний шанс потрапити до Топ-16, однак через поразку 12:13 Ляну Веньбо у другому раунді чемпіонату світу він втратив таку можливість, і став лише 20-м. 
Сезон 2008/09 Свейл провів погано, програвши більшість матчів. Виняток — Welsh Open, де він дійшов до фіналу.
Джо Свейл дуже погано чує, втрата слуху становить 90%. Але це анітрохи не заважає йому добре грати.

## Стиль гри
Свейл відомий тим, що дуже добре виконує «массе» і взагалі удари з великим нахилом  кия. Джо вміє якісно виконувати удар, тримаючи кий під кутом 45 градусів відносно площини стола, що не вдається більшості інших гравців мейн-туру, за винятком Джиммі Вайта та деяких інших снукеристів. Також Свейл відмінно грає з рестом.

## Досягнення в кар'єрі
- Чемпіонат світу півфінал - 2000, 2001
- Strachan Challenge чемпіон - 1993
- Чемпіонат Ірландії серед професіоналів переможець - 2005
- Welsh Open фіналіст - 2009